# Barbro Osmundsdatter
Barbro Osmundsdatter, död 1667, var en norsk kvinna som avrättades för häxeri i Farsund.
Barbro var yngst i en syskonskara på fem. Hon och hennes man ärvde en sämre bit jord av sin far än vad de andra syskonen fick. Detta skapade en familjekonflikt. Denna familjekonflikt eskalerade så att hon hamnade i konflikt med stora delar av byn. Hon arresterades i Herad, och ställdes inför rätta i Farsund. Hon skulle ha kastat förbannelser över människor och djur, orsakat sjukdomar och dödsfall och fått kor att mjölka blod.  
Barbro förblev oförstående över anklagelserna, och fick endast stöd av sin far. Totalt satt hon i fängelse i 17 veckor, och fördes sedan till Engøy för att brännas på bål. Med sina sista ord ska hon ha förbannat Engøy. 
Flera legender finns om henne, bland dem att hon skulle ha undflytt bålet genom att kasta ett nystan på det. Hennes gård på Engøy blev sedan ett turistmål. En väg mellan Engøy och Gåseholmen fick namnet «Barbros gate» efter henne. 